# Žminj
Žminj (italsky Gimino) je vesnice a správní středisko stejnojmenné opčiny v Chorvatsku v Istrijské župě. Nachází se asi 12 km jihozápadně od Pazinu. V roce 2011 žilo ve Žminji 798 obyvatel, v celé opčině pak 3 483 obyvatel.
Součástí opčiny je celkem 33 trvale obydlených vesnic. Dříve byly součástí opčiny i bývalé vesnice Kmeti, Kuhari, Mačini, Orbanići Gorenji a Petešljari.
- Balići I – 62 obyvatel
- Benčići – 116 obyvatel
- Cere – 146 obyvatel
- Debeljuhi – 119 obyvatel
- Domijanići – 120 obyvatel
- Gradišće – 50 obyvatel
- Gržini – 141 obyvatel
- Jurići – 97 obyvatel
- Karlovići – 44 obyvatel
- Klimni – 60 obyvatel
- Krajcar Breg – 50 obyvatel
- Krculi – 133 obyvatel
- Kresini – 21 obyvatel
- Križanci – 151 obyvatel
- Krničari – 96 obyvatel
- Kršanci – 76 obyvatel
- Laginji – 143 obyvatel
- Matijaši – 55 obyvatel
- Modrušani – 118 obyvatel
- Mužini – 83 obyvatel
- Orbanići – 106 obyvatel
- Pamići – 112 obyvatel
- Pifari – 26 obyvatel
- Prkačini – 32 obyvatel
- Pucići – 31 obyvatel
- Rudani – 108 obyvatel
- Šivati – 83 obyvatel
- Tomišići – 135 obyvatel
- Vadediji – 64 obyvatel
- Vidulini – 36 obyvatel
- Zeci – 33 obyvatel
- Žagrići – 38 obyvatel
- Žminj – 798 obyvatel

Opčinou prochází státní silnice D77 a župní silnice Ž5075, Ž5076, Ž5077 a Ž5079. Blízko též prochází dálnice A8, z níž na Žminj vede exit 2, který je podle něj pojmenován.